# Spinnerei Neuhof

Haupteingang der Spinnerei Neuhof

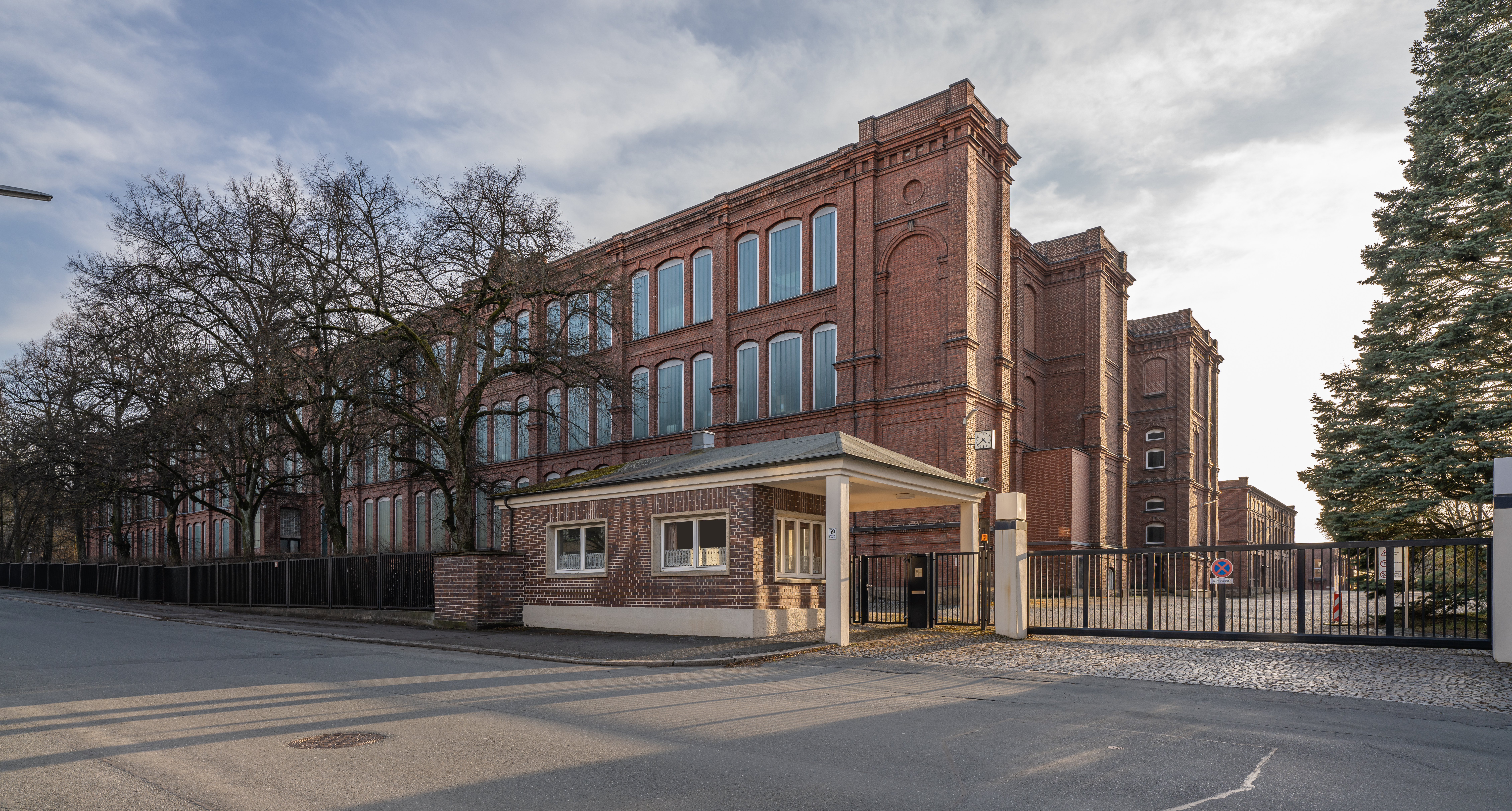
Ansicht des Komplexes von der Dr.-Enders-Straße

Die Spinnerei Neuhof ist eine Spinnerei in Hof in Bayern.

## Lage und Geschichte
Die Spinnerei liegt an der Dr.-Enders-Straße im Hofer Stadtteil Neuhof.  Unweit davon liegt der Bahnhof Hof-Neuhof an der Strecke Hof–Bad Steben.
Das Textilunternehmen wurde 1896 von fünf Unternehmern gegründet. Die Textilindustrie war in dieser Zeit in der Region der bedeutendste Industriezweig, in anderen Städten wie Bayreuth, Plauen und Reichenbach im Vogtland entstanden ebenfalls Spinnereien. In Hof gab es zu diesem Zeitpunkt schon viele Spinnereien, einige davon schlossen sich 1869 zur Textilgruppe Hof (Heute Hoftex Group) zusammen. Die wirtschaftliche Entwicklung des Unternehmens und der Branche insgesamt wuchs deutlich an.
Nach dem Ersten Weltkrieg stagnierte die Entwicklung allerdings bereits, zog sich aber noch erfolgreich fort. Die Weltwirtschaftskrise stellte auch für die Textilindustrie ein Problem dar.

Aktie über 400 DM der Spinnerei Neuhof vom Mai 1953

In der Vergangenheit war die Spinnerei Neuhof eine Aktiengesellschaft.
Nach dem Zweiten Weltkrieg führten die Globalisierung und die Konkurrenz aus Asien zu einer weiteren Schwächung. 2010 kam für die Spinnerei Neuhof schließlich die Insolvenz. Der Urenkel von dem Gründer Karl Laubmann, Dieter Laubmann war nicht bereit, eine Ausfallbürgschaft in Höhe von 250.000 Euro bereitzustellen.
Noch im gleichen Jahr wurde das Unternehmen übernommen von der Investorengruppe Werner Kandel, dieser ist Prokurist des münsterländischen Textilunternehmens C. Cramer & Co.
Im Jahr 2023 beantragte die Spinnerei Neuhof GmbH & Co. KG Insolvenz.

## Produkte
| - Aramide (AR) - Chlorfaser (CL) - Modacryl (MAC) - Polyacryl (PC) - Polyamid (PA) - Polyester (PES) | - Polyester FR (PES) - Polymilchsäure (PLA) - Polypropylen (PP) - Syntric FR - Trevira 270 - Viskose (CV) |

Quelle: